# Panattoni
 (août 2025).
Motif : une source primaire. Quelle drôle d'idée de traduire un article portant un bandeau "admissibilité à vérifier" sur wp.en
- Archive Wikiwix
- Bing
- Cairn
- DuckDuckGo
- E. Universalis
- Gallica
- Google
- G. Books
- G. News
- G. Scholar
- Persée
- Qwant
- (zh) Baidu
- (ru) Yandex
- (wd) trouver des œuvres sur Wikidata

| 1. | Préciser le motif de la pose du bandeau. | Précisez le motif de la pose du bandeau en utilisant la syntaxe suivante : {{admissibilité à vérifier\|date=août 2025\|motif=remplacez ce texte par le motif}}                 |
| 2. | Informer les utilisateurs concernés.     | Pensez à avertir le créateur de l'article, par exemple, en insérant le code ci-dessous sur sa page de discussion : {{subst:avertissement admissibilité à vérifier\|Panattoni}} |

Panattoni Development Company est une entreprise internationale spécialisé dans l'immobilier industriel et les entrepôts . La société opère à partir de 60 bureaux en Amérique du Nord, en Inde, en Arabie saoudite et en Europe. Depuis sa création, l'entreprise a livré plus de 55 millions de mètres carrés sur ces marchés, dont 12 millions de mètres carrés d'entrepôts en Europe .  L'entreprise a été fondée en 1986 aux États-Unis par Carl Panattoni.  Au cours des années suivantes, Panattoni a étendu sa présence aux États-Unis, au Canada, en Grande-Bretagne, en Pologne et dans d'autres pays européens. Par exemple, en septembre 2021, Panattoni a conclu un accord pour louer un entrepôt spéculatif de 32 000 mètres carrés à Luton, au Royaume-Uni, à Ocado Retail (un détaillant en ligne et une coentreprise à 50/50 entre Marks & Spencer Group et Ocado Group ). 